# Thunder Bay—Supérieur-Nord
Pour les articles homonymes, voir Thunder Bay.
Circonscription électorale fédérale du Canada
Thunder Bay—Supérieur-Nord ((en) Thunder Bay—Superior North) (auparavant connue sous le nom de Thunder Bay–Nipigon) est une circonscription électorale fédérale et provinciale en Ontario (Canada).

## Circonscription fédérale
La circonscription se situe dans l'ouest de l'Ontario, sur les rives du lac Supérieur. Les entités municipales formant la circonscription sont Thunder Bay, Greenstone, Marathon et Shuniah
Les circonscriptions limitrophes sont Algoma—Manitoulin—Kapuskasing, Kenora, Thunder Bay—Rainy River et Timmins—Baie James.
Bruce Hyer, élu sous la bannière du Nouveau Parti démocratique le 14 octobre 2008 et réélu le 2 mai 2011, a siégé comme indépendant à partir du 23 avril 2012, après avoir brisé la ligne de parti du NPD en votant en faveur de l'abolition du registre des armes d'épaule. Le 13 décembre 2013, il a joint les rangs du Parti Vert, devenant ainsi le deuxième député vert au Canada.

### Résultats électoraux
|       | Candidat       | Parti        | # de voix | % des voix |
|       | Richard Harvey | Conservateur | +07 775,  | 17,47 %    |
|       | Patricia Hajdu | Libéral      | +19 969,  | 44,88 %    |
|       | Andrew Foulds  | NPD          | +10 339,  | 23,24 %    |
|       | (x) Bruce Hyer | Vert         | +06 155,  | 13,83 %    |
|       | Robert Skaf    | Indépendant  | +00258,   | 0,58 %     |
| Total | Total          | Total        | 44 496    | 100 %      |

|       | Candidat          | Parti        | # de voix | % des voix |
|       | Richard Harvey    | Conservateur | +10 894,  | 29,66 %    |
|       | Yves Fricot       | Libéral      | +06 117,  | 16,66 %    |
|       | (x) Bruce Hyer    | NPD          | +18 334,  | 49,92 %    |
|       | Scot Kyle         | Vert         | +01 115,  | 3,04 %     |
|       | Denis A. Carrière | Marijuana    | +00265,   | 0,72 %     |
| Total | Total             | Total        | 36 725    | 100 %      |

|       | Candidat              | Parti        | # de voix | % des voix |
|       | Bev Sarafin           | Conservateur | +09 556,  | 26,84 %    |
|       | Don McArthur          | Libéral      | +10 083,  | 28,32 %    |
|       | (x) Bruce Hyer        | NPD          | +13 174,  | 37 %       |
|       | Brendan Hughes        | Vert         | +02 463,  | 6,92 %     |
|       | Denis Andrew Carrière | Marijuana    | +00327,   | 0,92 %     |
| Total | Total                 | Total        | 35 603    | 100 %      |

### Historique
La circonscription de Thunder Bay–Nipigon a été créée en 1976 à partir des circonscriptions de Port Arthur et de Thunder Bay. La circonscription devint Thunder Bay–Superior-Nord en 1998.
| Législature                                             | Années        | Député       | Député         | Parti        |
| ------------------------------------------------------- | ------------- | ------------ | -------------- | ------------ |
| Thunder Bay—Nipigon issue de Port Arthur et Thunder Bay |               |              |                |              |
| 31e                                                     | 1979–1980     |              | Bob Andras     | Libéral      |
| 32e                                                     | 1980–1984     | Jack Masters |                | Libéral      |
| 33e                                                     | 1984–1988     |              | Ernie Epp      | NPD          |
| 34e                                                     | 1988–1993     |              | Joe Comuzzi    | Libéral      |
| 35e                                                     | 1993–1997     |              | Joe Comuzzi    | Libéral      |
| Thunder Bay—Supérieur-Nord                              |               |              |                |              |
| 36e                                                     | 1997–2000     |              | Joe Comuzzi    | Libéral      |
| 37e                                                     | 2000–2004     |              | Joe Comuzzi    | Libéral      |
| 38e                                                     | 2004–2006     |              | Joe Comuzzi    | Libéral      |
| 39e                                                     | 2006–2007     |              | Joe Comuzzi    | Libéral      |
| 39e                                                     | 2007-2007     |              | Joe Comuzzi    | Indépendant  |
| 39e                                                     | 2007-2008     |              | Joe Comuzzi    | Conservateur |
| 40e                                                     | 2008–2011     |              | Bruce Hyer     | NPD          |
| 41e                                                     | 2011–2012     |              | Bruce Hyer     | NPD          |
| 41e                                                     | 2012-2013     |              | Bruce Hyer     | Indépendant  |
| 41e                                                     | 2013-2015     |              | Bruce Hyer     | Vert         |
| 42e                                                     | 2015–2019     |              | Patricia Hajdu | Libéral      |
| 43e                                                     | 2019–2021     |              | Patricia Hajdu | Libéral      |
| 44e                                                     | 2021–2025     |              | Patricia Hajdu | Libéral      |
| 45e                                                     | 2025–en cours |              | Patricia Hajdu | Libéral      |

## Circonscription provinciale
Depuis les élections provinciales ontariennes du 4 octobre 2007, l'ensemble des circonscriptions provinciales et des circonscriptions fédérales sont identiques.
1. ↑  Élections Canada, « Résultats Élection fédérale canadienne de 2021 », sur enr.elections.ca (consulté le 19 février 2022).
2. ↑  Élections Canada, « Résultats Élection fédérale canadienne de 2019 », sur enr.elections.ca (consulté le 4 novembre 2019).
3. ↑  Élections Canada.